# Le Martinet
 Le Martinet  es una población y comuna francesa, situada en la región de Languedoc-Rosellón, departamento de Gard, en el distrito de Alès y cantón de Saint-Ambroix.

## Demografía
| 2026 | 1705 | 1300 | 953 | 844 | 764 |
| Para los censos de 1962 a 1999 la población legal corresponde a la población sin duplicidades (Fuente: INSEE [Consultar]) |      |      |     |     |     |

## Política
Políticamente este pueblo se ha caracterizado por poseer alcaldes comunistas desde su fundación en 1921.